# (2124) Nissen
(2124) Nissen est un astéroïde de la ceinture principale.

## Description
(2124) Nissen est un astéroïde de la ceinture principale. Il fut découvert le 20 juin 1974 à El Leoncito par l'Observatoire Félix-Aguilar. Il présente une orbite caractérisée par un demi-grand axe de 3,02 UA, une excentricité de 0,09 et une inclinaison de 10,7° par rapport à l'écliptique.

## Nom
(2124) Nissen porte le nom de Juan José Nissen (1901-1978), astronome argentin et ancien directeur d'observatoires astronomiques en Argentine. En effet, la citation de nommage mentionne :

« Nommé en mémoire de Juan José Nissen (1901-1978), premier directeur de l'observatoire Félix-Aguilar, ancien directeur de l'observatoire de Córdoba et chef de département à l’observatoire de La Plata. »

— Minor Planet Circular 5013

## Compléments